# Dave O’Neill
Dave O'Neill (Northampton, ? –) brit születésű menedzser, aki a Haas Formula–1-es csapatának csapatmenedzsere. A brit szakember 1998 óta dolgozik a Formula–1-ben, a Jordan-istállónál kezdte pályafutását.

## Pályafutása
A Formula–1-ben 1998-ban tűnt fel, ahol 2004-ig a Jordan-istálló tesztcsapatát irányította. 2004-ben aztán a számos kategóriában érdekelt Status GP csapatmenedzsere lett, s egyben az újonnan életre hívott A1GP-sorozat technikai koordinátora, a kategória egyik alapítója is, aki Írország csapatát vezetve bajnokságot is nyert 2009-ben.
2009 nyarától a 2014-es bajnokság végéig állt a Marussia csapat alkalmazásában, ahol csapatmenedzserként tevékenykedett. A brit egyike volt azon nagyszámú szakembernek, aki a Marussia ellen indított csődeljárás miatt új állást keresett magának.
2015-ben az amerikai Haas csapatához csatlakozott. A Haasnál ő felel a csapat személyzetének felállításáért, a szükséges felszerelések beszerzéséért, az infrastruktúráért, valamint az autó megalkotásához szükséges partnerekkel való együttműködésért.